# Портрет Александра Николаевича Рылеева
«Портрет Александра Николаевича Рылеева» — картина Джорджа Доу и его мастерской из Военной галереи Зимнего дворца.
Картина представляет собой погрудный портрет генерал-майора Александра Николаевича Рылеева из состава Военной галереи Зимнего дворца.
К началу Отечественной войны 1812 года полковник Рылеев числился в Павлоградском гусарском полку и состоял в распоряжении великого князя Константина Павловича, формировал в Новороссийской губернии пополнения для кавалерии, затем присоединился к действующей армии и в рядах своего полка отличился в сражении при Кобрине, после которого выбыл из строя по причине болезни. Вернулся в армию летом 1813 года и принял участие в Заграничных походах 1813 и 1814 годов. Отличился в сражении при Денневице, за что был произведён в генерал-майоры. В кампании 1814 года сражался в Северной Германии, Голландии и Франции, после сражения при Лаоне был назначен временным губернатором Лаонского и Арденнского департаментов. В кампании Ста дней вновь совершил поход во Францию.
Изображён в генеральском вицмундире, введённом для кавалерийских генералов 6 апреля 1814 года, из-за плеча виден воротник шинели. На шее крест ордена Св. Анны 2-й степени; на груди крест ордена Св. Владимира 4-й степени с бантом, серебряная медаль «В память Отечественной войны 1812 года» на Андреевской ленте и бронзовая дворянская медаль «В память Отечественной войны 1812 года» на Владимирской ленте. Подпись на раме с ошибкой в инициалах: Н. А. Рылѣев 2й, Генералъ Маiоръ.
7 августа 1820 года Комитетом Главного штаба по аттестации Рылеев был включён в список «генералов, заслуживающих быть написанными в галерею» и 11 января 1822 года император Александр I приказал написать его портрет. Гонорар Доу был выплачен 1 июля 1822 года и 13 марта 1823 года. Готовый портрет был принят в Эрмитаж 7 сентября 1825 года.
В 1840-е годы в мастерской К. Крайя по рисунку И. А. Клюквина с портрета была сделана литография, опубликованная в книге «Император Александр I и его сподвижники» и впоследствии неоднократно репродуцированная.

## Словарь
- Михайловский-Данилевский А. И. Император Александр I и его сподвижники в 1812, 1813, 1814, 1815 годах. Военная галерея Зимнего дворца. — СПб.: В типографии Карла Крайя, 1848—1849. — Т. 6.
- Подмазо А. А. Образы героев Отечественной войны 1812 года: Военная галерея Зимнего дворца. — М.: Русские витязи, 2013. — 864 с. — ISBN 978-5-903389-62-9.
- Ренне Е. П. Государственный Эрмитаж. Британская живопись XVI—XIX веков: Каталог коллекции. — СПб.: Изд-во Государственного Эрмитажа, 2009. — 416 с. — ISBN 978-5-93572-376-7.
- Словарь русских генералов, участников боевых действий против армии Наполеона Бонапарта в 1812—1815 гг. // Российский архив. История Отечества в свидетельствах и документах XVIII—XX вв. : Сборник. — М.: студия «ТРИТЭ» Н. Михалкова, 1996. — Т. VII. — С. 541—542. — ISSN 0869-20011. (Комм. А. А. Подмазо)